# Syndrome de Van der Woude
Le syndrome de Van der Woude est la première cause de fente labiale ou palatine en rapport avec une mutation d'un gène unique (hérédité dite mendélienne).
Elle est communément associée à une agénésie dentaire.

## Sources
- (en) Bryan Cary Bjork, Katherine Nash Krahn, Brian C Schutte, Jeffrey C Murray, IRF6-Related Disorders In GeneTests: Medical Genetics Information Resource (database online). Copyright, University of Washington, Seattle. 1993-2005